# Séminaire des enseignants d'Erivan
Le Séminaire d'enseignants d'Erivan (en azéri: İrəvan Müəllimlər Seminariyası) est un établissement d'enseignement fonctionnant dans la ville d'Erevan à la fin du XIXe siècle et au début du XXe siècle.

## Création
Le Séminaire des enseignants d'Erevan est créé conformément à la décision du Conseil d'État de l'Empire russe du 20 octobre 1880.
La cérémonie d'ouverture du Séminaire d'enseignants d'Erivan a lieu le 20 novembre 1881.
Selon les premiers statuts des séminaires d'enseignants, les garçons orthodoxes de plus de 16 ans pouvaient être admis dans ce type d'établissement. En 1875, les Instructions sur les séminaires d'enseignants permettent aux musulmans d'étudier dans des séminaires avec les orthodoxes.

## Conditions
Comme dans d'autres séminaires sur le territoire de l'empire, l'enseignement au séminaire des enseignants d'Erivan était payant. Seule une certaine partie des étudiants touchait la bourse de l'État. Les personnes admises payaient 210 manats la première année scolaire et 180 manats les années suivantes. Selon les informations de 1907, seuls 20 des 70 étudiants étudiaient ici à leurs propres frais. Selon les informations fournies dans l'édition de 1913 du Calendrier caucasien, 46 des 128 étudiants qui étudiaient au séminaire étaient russes, 37 arméniens, 30 azerbaïdjanais, 6 géorgiens et 9 d'autres nationalités. Mirza Djabbar Mammadzadeh, Hachim bey Vazirov, Hamid bey Chahtakhtinski, Ibrahim Safi sont des diplômés bien connus du séminaire. Cet établissement d'enseignement, qui fonctionne pendant 37 ans, est fermé le 6 août 1918, en même temps que le Gymnase d'Erevan et l'école Ulukhanli.

## Directeurs
- Jacob Stepanovich Sushevsky (1881–?);
- Ivan Andreïevitch Pasyutevitch (?–1898);
- Mikhail Alexeyevich Miropiev (1898–1902);
- Valentin Vassilievitch Doubromine (1902-1918)

## Chefs du département musulman
- Mammadbaghir Gazizadeh ;
- Rachid Bey Shahtakhtinsky;
- Hamid Bey Shahtakhtinsky;
- Djafar bey Djafarbeyov[6].

## Réferences
1. ↑  (az) « 140 yaşlı Seminariya », sur kaspi.az, 140 yaşlı seminariya (consulté le 7 juillet 2023)
2. ↑   "İrəvan Müəllimlər Seminariyasının 140 illiyinin qeyd edilməsi haqqında Azərbaycan Respublikası Prezidentinin Sərəncamı" (az.). president.az. 29 dekabr 2021. 21 yanvar 2022 tarixində arxivləşdirilib
3. ↑  (az) « Azərbaycan təhsil tarixinin şərəfli səhifəsi – İrəvan Müəllimlər Seminariyası - 140 », sur anl.az, http://www.anl.az/down/meqale/525/2021/avqust/753587.htm (consulté le 7 juillet 2023)
4. ↑  Yeganə Bayramova. "Təhsil tariximizin şərəfli səhifəsi" (az.). yeniazerbaycan.com. 1 iyul 2022
5. ↑  Fərrux Rüstəmov. Milli müəllim kadrları hazırlayan təhsil ocağı
6. ↑  (az) « Azərbaycan təhsil tarixinin şərəfli səhifəsi - İrəvan Müəllimlər Seminariyası - 140 », sur 525.az, 28 août 21 (consulté le 11 juillet 2023)